# Třída Commencement Bay
Třída Commencement Bay byla třída eskortních letadlových lodí amerického námořnictva z období druhé světové války. Postaveno jich bylo celkem 19 kusů, ovšem jen část byla do služby zařazena před skončením druhé světové války. Stavba dalších čtyř byla po skončení konfliktu zrušena. Část jich byla později nasazena v korejské válce či použita k protiponorkovému hlídkování. Vyřazeny byly v 60. a 70. letech.

## Pozadí vzniku

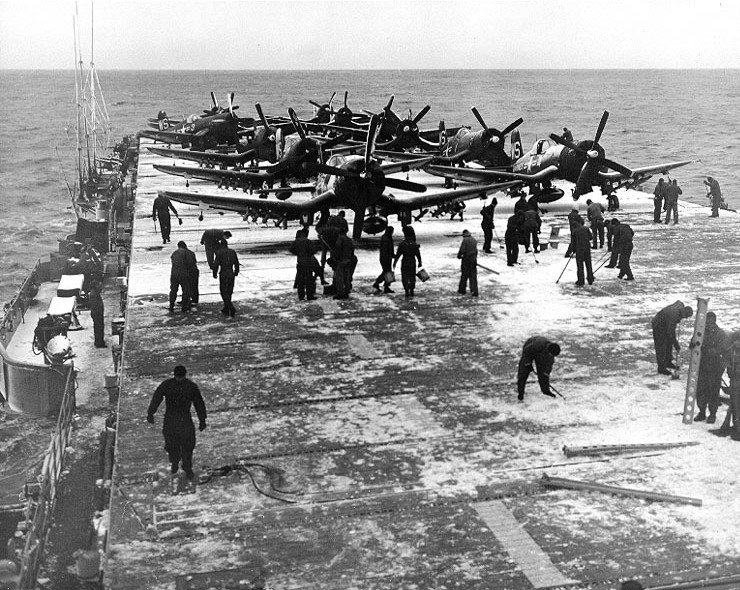
Letová paluba USS Badoeng Strait se stíhacími letouny F4U Corsair

Celkem bylo, v letech 1943–1945, postaveno 19 jednotek a stavba dalších čtyř byla zrušena před spuštěním na vodu.

## Konstrukce

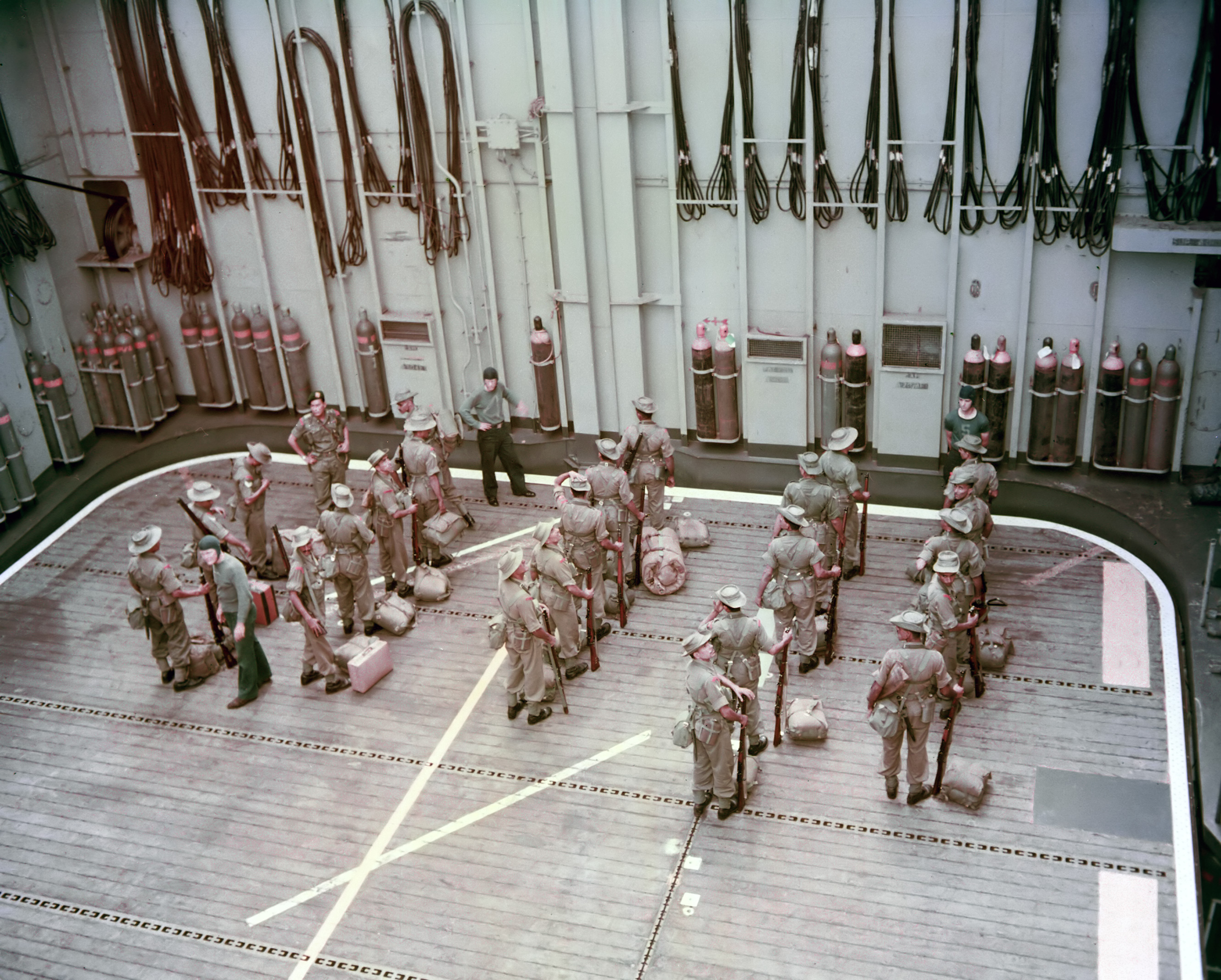
Indičtí vojáci na výtahu letadlové lodě USS Point Cruz

Konstrukce trupu vycházela z rychlých tankerů, čímž navazovala na třídu Sangamon. Ta ale byla přestavbou již rozestavěných lodí, zatímco lodě třídy Commencement Bay byly od počátku stavěny jako letadlové. Jedna loď mohla nést až 33 letadel. Obrannou výzbroj tvořily dva 127mm kanóny, třicet šest 40mm kanónů a dvacet 20mm kanónů. Pohonný systém tvořily dvě parní turbíny a čtyři kotle. Nejvyšší rychlost dosahovala 19 uzlů.